# Oceanodroma furcata
Oceanodroma furcata là một loài chim trong họ Hydrobatidae.